# Anna Knoroz
Anna Knoroz (née Chuprina ; le 30 juillet 1970) est une athlète russe spécialiste du 400 mètres haies.

## Biographie

### Palmarès
| Date | Compétition                   | Lieu              | Résultat | Performance |
| ---- | ----------------------------- | ----------------- | -------- | ----------- |
| 1989 | Championnats d'Europe juniors | Varaždin          | 2e       | 56 s 70     |
| 1991 | Universiade                   | Sheffield         | 3e       | 56 s 74     |
| 1994 | Goodwill Games                | Saint-Pétersbourg | 3e       | 54 s 67     |
| 1994 | Championnats d'Europe         | Helsinki          | 3e       | 54 s 68     |
| 1994 | Coupe du monde des nations    | Londres           | 3e       | 56 s 63     |
| 1998 | Championnats d'Europe         | Budapest          | 7e       | 55 s 47     |
| 1998 | Coupe du monde des nations    | Johannesburg      | 6e       | 56 s 09     |

### Records
| Épreuve          | Performance | Lieu | Date            |
| ---------------- | ----------- | ---- | --------------- |
| 400 mètres haies | 54 s 11     | Nice | 18 juillet 1994 |